# Epicloud
 (février 2018).
Si vous disposez d'ouvrages ou d'articles de référence ou si vous connaissez des sites web de qualité traitant du thème abordé ici, merci de compléter l'article en donnant les références utiles à sa vérifiabilité et en les liant à la section « Notes et références ».
Albums de Devin Townsend
Unplugged
(2011) The Retinal Circus
(2013)
Albums par Devin Townsend Project
By a Thread - Live in London 2011
(2012) Z² - Sky Blue
(2014)
Epicloud est le quinzième album studio du musicien multi-instrumentiste canadien de heavy metal Devin Townsend et le cinquième album de la série Devin Townsend Project. L'album est sorti le 18 septembre 2012 en Amérique du Nord et le 24 septembre en Europe sur son label indépendant HevyDevy Records ainsi que chez InsideOut Music.
Le 6 octobre 2012, l'album se classe à la 1re place du Billboard Heatseekers Albums.

## Historique
Dans une interview avec Soundwave TV, Devin déclare à propos de la façon dont Epicloud est conçu : « Le genre de processus d'écriture dont j'ai découvert que j'étais désormais capable, avec un esprit sobre, consiste notamment à composer en une seule fois : si j'écris quelque chose, je le fait d'une traite et je le finis. ».
Il poursuit : « Au cours des deux dernières années, j'ai pensé : "OK, je vais donc écrire le prochain "concept Ziltoid". Je suis inspiré pour faire un space opera épique et pour aller vraiment dans la démesure, et le rendre vraiment sombre". Donc je me suis mis à écrire. Mais il se trouve qu'à chaque fois je finissais par composer des trucs hard rock/pop. Et je me disais, "OK, je finis celle-ci et après je commence "Ziltoid"." Je la finissais donc pour me mettre à Ziltoid. Et j'en écrivais une autre du même genre. J'ai donc pensé "OK, c'est assez évident pour moi que j'ai un autre album à sortir avant celui-là." ».
En ce qui concerne la direction musicale de Epicloud, Devin déclare à Noisecreep : « On trouve sur l'album toutes sortes de trucs new ages, jazzys ou très heavy. Il couvre un large spectre. Epicloud est le premier enregistrement où je me suis senti suffisamment en confiance pour inclure tout ça sur un enregistrement, de sorte [...] qu'il passe du hard rock mélodique à du heavy metal schizophrène puis à de la country et à des trucs vraiment ambient, le tout dans un seul album. J'utilise notamment une chorale de gospel, une section de cordes et une section de cuivres. ».
Au sujet de sa décision de réenregistrer Kingdom, une chanson de son album Physicist (en), sorti en 2000 sous son label HevyDevy Records, Devin dit : « Nous avons refait Kingdom car c'est un moment fort de nos concerts et elle est devenue bien meilleure que sur l'enregistrement original de Physicist. ».

## Liste des titres
Toutes les chansons sont écrites et composées par Devin Townsend, sauf annotations.
| 1.    | Effervescent!                               | 0:44 |
| 2.    | True North                                  | 3:53 |
| 3.    | Lucky Animals                               | 3:21 |
| 4.    | Liberation (Townsend, Ryan Van Poederooyen) | 3:21 |
| 5.    | Where We Belong                             | 4:27 |
| 6.    | Save Our Now                                | 4:08 |
| 7.    | Kingdom                                     | 5:29 |
| 8.    | Divine                                      | 3:17 |
| 9.    | Grace (Townsend, Van Poederooyen)           | 6:09 |
| 10.   | More!                                       | 4:05 |
| 11.   | Lessons                                     | 1:07 |
| 12.   | Hold On                                     | 3:57 |
| 13.   | Angel                                       | 5:54 |
| 49:52 |                                             |      |

| Titre bonus - Édition 2 × vinyle LP (Europe, InsideOut Music, 24 septembre 2012) | Titre bonus - Édition 2 × vinyle LP (Europe, InsideOut Music, 24 septembre 2012) | Titre bonus - Édition 2 × vinyle LP (Europe, InsideOut Music, 24 septembre 2012) | Titre bonus - Édition 2 × vinyle LP (Europe, InsideOut Music, 24 septembre 2012) | Titre bonus - Édition 2 × vinyle LP (Europe, InsideOut Music, 24 septembre 2012) | Titre bonus - Édition 2 × vinyle LP (Europe, InsideOut Music, 24 septembre 2012) | Titre bonus - Édition 2 × vinyle LP (Europe, InsideOut Music, 24 septembre 2012) | Titre bonus - Édition 2 × vinyle LP (Europe, InsideOut Music, 24 septembre 2012) | Titre bonus - Édition 2 × vinyle LP (Europe, InsideOut Music, 24 septembre 2012) | Titre bonus - Édition 2 × vinyle LP (Europe, InsideOut Music, 24 septembre 2012) |
| No                                                                               | Titre                                                                            | Durée                                                                            |                                                                                  |                                                                                  |                                                                                  |                                                                                  |                                                                                  |                                                                                  |                                                                                  |
| -------------------------------------------------------------------------------- | -------------------------------------------------------------------------------- | -------------------------------------------------------------------------------- | -------------------------------------------------------------------------------- | -------------------------------------------------------------------------------- | -------------------------------------------------------------------------------- | -------------------------------------------------------------------------------- | -------------------------------------------------------------------------------- | -------------------------------------------------------------------------------- | -------------------------------------------------------------------------------- |
| 14.                                                                              | Epicloud                                                                         | 6:07                                                                             |                                                                                  |                                                                                  |                                                                                  |                                                                                  |                                                                                  |                                                                                  |                                                                                  |
| 55:59                                                                            |                                                                                  |                                                                                  |                                                                                  |                                                                                  |                                                                                  |                                                                                  |                                                                                  |                                                                                  |                                                                                  |

| Titre bonus - Édition digital iTunes | Titre bonus - Édition digital iTunes | Titre bonus - Édition digital iTunes | Titre bonus - Édition digital iTunes | Titre bonus - Édition digital iTunes | Titre bonus - Édition digital iTunes | Titre bonus - Édition digital iTunes | Titre bonus - Édition digital iTunes | Titre bonus - Édition digital iTunes | Titre bonus - Édition digital iTunes |
| No                                   | Titre                                | Durée                                |                                      |                                      |                                      |                                      |                                      |                                      |                                      |
| ------------------------------------ | ------------------------------------ | ------------------------------------ | ------------------------------------ | ------------------------------------ | ------------------------------------ | ------------------------------------ | ------------------------------------ | ------------------------------------ | ------------------------------------ |
| 14.                                  | Cry Forever (demo)                   | 4:00                                 |                                      |                                      |                                      |                                      |                                      |                                      |                                      |
| 15.                                  | Take My Ego (demo)                   | 6:22                                 |                                      |                                      |                                      |                                      |                                      |                                      |                                      |
| 60:14                                |                                      |                                      |                                      |                                      |                                      |                                      |                                      |                                      |                                      |

| Disque bonus : Epiclouder - Édition spéciale Deluxe, 2 × CD digipack (InsideOut Music, HevyDevy Records, 21 septembre 2012) | Disque bonus : Epiclouder - Édition spéciale Deluxe, 2 × CD digipack (InsideOut Music, HevyDevy Records, 21 septembre 2012) | Disque bonus : Epiclouder - Édition spéciale Deluxe, 2 × CD digipack (InsideOut Music, HevyDevy Records, 21 septembre 2012) | Disque bonus : Epiclouder - Édition spéciale Deluxe, 2 × CD digipack (InsideOut Music, HevyDevy Records, 21 septembre 2012) | Disque bonus : Epiclouder - Édition spéciale Deluxe, 2 × CD digipack (InsideOut Music, HevyDevy Records, 21 septembre 2012) | Disque bonus : Epiclouder - Édition spéciale Deluxe, 2 × CD digipack (InsideOut Music, HevyDevy Records, 21 septembre 2012) | Disque bonus : Epiclouder - Édition spéciale Deluxe, 2 × CD digipack (InsideOut Music, HevyDevy Records, 21 septembre 2012) | Disque bonus : Epiclouder - Édition spéciale Deluxe, 2 × CD digipack (InsideOut Music, HevyDevy Records, 21 septembre 2012) | Disque bonus : Epiclouder - Édition spéciale Deluxe, 2 × CD digipack (InsideOut Music, HevyDevy Records, 21 septembre 2012) | Disque bonus : Epiclouder - Édition spéciale Deluxe, 2 × CD digipack (InsideOut Music, HevyDevy Records, 21 septembre 2012) |
| No | Titre | Durée | | | | | | | |
| --- | --- | --- | --- | --- | --- | --- | --- | --- | --- |
| 1. | Believe (demo) | 4:05 | | | | | | | |
| 2. | Happy Birthday (demo) | 4:36 | | | | | | | |
| 3. | Quietus (demo) | 5:34 | | | | | | | |
| 4. | Heatwave (demo) | 3:36 | | | | | | | |
| 5. | Love Tonight (demo) | 4:49 | | | | | | | |
| 6. | The Mind WASP (demo) | 4:40 | | | | | | | |
| 7. | Woah No! (demo) | 4:11 | | | | | | | |
| 8. | Love and Marriage (demo) | 4:02 | | | | | | | |
| 9. | Socialization (demo) | 7:18 | | | | | | | |
| 10. | Little Pig (demo) | 4:53 | | | | | | | |
| 47:44 | | | | | | | | | |

## Crédits
| - Devin Townsend : guitare, synthétiseur, effets sonores, chant - Anneke van Giersbergen : chant - Dave Young : guitare, claviers, mandoline, chant - Ryan Van Poederooyen : batterie - Brian Waddell : basse, chant - Graham Ord : saxophone, trompette - Jean Savoie, Mike St-Jean, Munesh Sami, Tyler Thorne : chant (additionnels) - Chœurs : The Delisle Vocal Project, The Marcus Mosely Chorale (Candus Churchill, Charlene Witt, Dan Walker, Dawn Pemberton, Eva Maria Harden, Jacqueline Welsh, Leora Cashe, Lonnie Delisle, Marcus Mosely, Rebecca Lam, Rosalin Keane) | - Production, ingénierie, enregistrement, mastering, mixage : Devin Townsend - Arrangements et direction des chœurs : Lonnie Delisle - Mastering : Troy Glessner - Mixage (assistants) : Spencer Bleasdale, Paul Dutil, Paul Silveira - Ingénierie (chant et chœurs) : Paul Silveira - Ingénierie (batterie, studio) : Dom Monteleone - Ingénierie (assistants) : Mattias Eklund, Mike St-Jean, Mike Young, Paul Dutil, Paul Silveira - Enregistrement (saxophone, trompette) : Ray Fulber - Techniciens : Jean Savoie (basse), Armando Aguirre (batterie) - Livret d'album : Devin Townsend - Artwork : Anthony Clarkson - Photographie : Tom Hawkins |